# Protest Song
Protest Song è il quarto album in studio del rapper francese Médine, pubblicato il 24 giugno 2013.

## Tracce
1. Protest Song – 6:08 (musica: Blastar)
2. Oracle – 4:53 (musica: Rudolphe Barray, Alassane Konaté)
3. Double audition (feat. Brav) – 3:52 (musica: Rudolphe Barray, Alassane Konaté)
4. Blokkk identitaire (feat. Youssoupha) – 5:19 (musica: Rudolphe Barray, Alassane Konaté)
5. Enfant du destin (Daoud) – 4:44 (musica: Rudolphe Barray, Alassane Konaté)
6. Courage fuyons (feat. Orelsan) – 4:58 (musica: Skalpovich)
7. Le Bruit qui pense – 4:19 (musica: Rudolphe Barray, Alassane Konaté)
8. Cadavre exquis (feat. Tiers Monde & Alivor) – 4:49 (musica: Rudolphe Barray, Alassane Konaté)
9. D'arobaz à zéro – 4:17 (musica: Rudolphe Barray, Alassane Konaté)
10. Home (feat. Nassi) – 3:45 (musica: Skalpovich)
11. Iceberg (Rudolphe Barray, Alassane Konaté) – 5:01
12. Besoin d'évolution – 5:22 (musica: Rudolphe Barray, Alassane Konaté)
13. Biopic (feat. Kayna Samet) – 10:59 (musica: Rudolphe Barray, Alassane Konaté)

Durata totale: 68:26

## Classifiche
| Classifica (2021) | Posizione massima |
| ----------------- | ----------------- |
| Francia           | 9                 |
| Svizzera          | 82                |
| Belgio (Vallonia) | 25                |